# Laborcbér
Laborcbér (1899-ig Izbugya-Bresztó, szlovákul: Brestov nad Laborcom, korábban Zbudsky Brestov) község Szlovákiában, az Eperjesi kerület Mezőlaborci járásában.

## Fekvése
Mezőlaborctól 18 km-re délre, a Laborc bal partján fekszik.

## Története
1434-ben „Breztow” alakban említik először. 1463-ban „Berezthew” néven szerepel korabeli forrásban. A 16. században a Forgách és Pethő családok birtoka, később több nemesi család tulajdonában állt. 1715-ben malma, 5 lakott és 4 lakatlan háza volt. 1787-ben 27 házában 204 lakos élt.
A 18. század végén Vályi András így ír róla: „BRESZTO. Izbugya Breszto. Tót, és elegyes falu Zemplén Vármegyében, birtokosa Kazintzy Uraság, lakosai katolikusok, és ó hitűek. Határja soványas, noha némelly vagyonnyai meglehetősek, termésbéli vagyonnyaira nézve hasonlít Csebinyéhez, harmadik Osztálybéli.”
1828-ban 35 háza és 254 lakosa volt.
Fényes Elek 1851-ben kiadott geográfiai szótárában így ír a faluról: „Izbugya-Bresztó, orosz falu, Zemplén vármegyében, Papina fiókja, 16 r., 240 g. kath., 7 zsidó lak. Szántóföldje 791 hold. F. u. többen. Ut. p. Nagymihály.”
A 19. század végén sok lakója kivándorolt.
Borovszky Samu monográfiasorozatának Zemplén vármegyét tárgyaló része szerint: „Laborczbér, előbb Izbugya-Bresztó, laborczmenti ruthén kisközség, 38 házzal és 218 gör. kath. vallású lakossal, kiknek itt templomuk nincsen. Postája, távírója és vasúti állomása Laborczradvány. 1434-ben a Zbugyaiak birtoka. 1563-ban Pethő János és Forgách Simon kapnak rá királyi adományt, míg 1588-ban Malikóczy Gábort és Miklóst iktatják egyes részeibe; 1598-ban Nyárády Albert, Fejér Illés, Palocsay György, Bornemisza János és Soós János özvegye szerepelnek birtokosaiként. Az újabb korban földesurai a Dessewffy, Zombory és Boronkay, majd a Szirmay családok. Most Szilassy Györgynek van itt nagyobb birtoka. 1873-ban éhinség pusztított a községben.”
1920 előtt Zemplén vármegye Mezőlaborci járásához tartozott.

## Népessége
| Év:            | 1994. | 2004.    | 2014.    | 2024.    |
| -------------- | ----- | -------- | -------- | -------- |
| Emberek száma: | 90    | 68       | 105      | 130      |
| Eltérés:       |       | -24,44 % | +54,41 % | +23,80 % |

| Év:            | 2023. | 2024.   |
| -------------- | ----- | ------- |
| Emberek száma: | 127   | 130     |
| Eltérés:       |       | +2,36 % |

1910-ben 220, többségben ruszin lakosa volt, jelentős német kisebbséggel.
2001-ben 68 lakosából 49 ruszin és 10 szlovák volt.
2011-ben 105 lakosából 57 szlovák, 19 ruszin és 16 roma.